# Pierre Paris

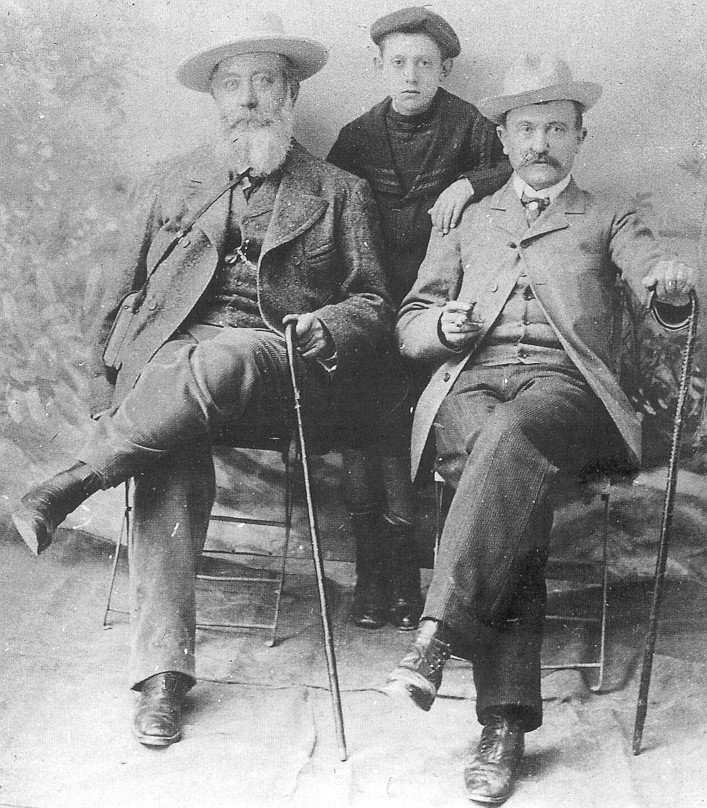
Pierre Paris (rechts) und seinem Sohn, mit Arthur Engel (links), 1903

Pierre Paris (* 1859 in Rodez; † 17. März 1931 in Madrid) war ein französischer Archäologe und Hispanist.

## Leben
Pierre Paris war Direktor der École des études supérieures hispaniques an der Universität Bordeaux und ab 1899 mit Henri Mérimée und Alfred Morel-Fatio Herausgeber des Bulletin hispanique. Bei längeren Aufenthalten in Spanien studierte er die Kunst und Geschichte des Landes. Seine Ergebnisse publizierte er 1910 in seinem Werk Promenades archéologiques en Espagne, das mehrere Nachauflagen erfuhr. Im Jahr 1897 entdeckte Pierre Paris die Dama de Elche, ein herausragendes Zeugnis der Kunst der Iberer. Im Jahr 1923 ließ sich Pierre Paris in Valladolid nieder, seine Familie blieb in Bordeaux. Von 1928 bis 1931 war er der erste Direktor der Casa de Velázquez in Madrid, eines französischen Studienzentrums vergleichbar mit der École française de Rome. 1920 wurde er zum Mitglied (membre libre) der Académie des Inscriptions et Belles-Lettres gewählt.
Pierre Paris starb am 17. März 1931 an den Folgen einer Lungenentzündung und wurde in Madrid bestattet.